# Maserati 3500GT
Maserati 3500 GT (Tipo 101) är en sportbil, tillverkad av den italienska biltillverkaren Maserati mellan 1957 och 1964.
Efter de första trevande försöken med Maserati A6, satsade företaget helhjärtat på Gran turismo-vagnar med 3500 GT. Touring byggde 1 378 st coupéer och Vignale 260 st öppna Spider. Därutöver byggdes några enstaka karosser av bland andra Bertone och Frua.
Varianter:
| Modell   | Motor               | Cylindervolym | Effekt | Bränslesystem               |
| -------- | ------------------- | ------------- | ------ | --------------------------- |
| 3500 GT  | 6-cyl radmotor dohc | 3485 cm³      | 220 hk | 3 st Weber 42DCOE förgasare |
| 3500 GTI | 6-cyl radmotor dohc | 3485 cm³      | 235 hk | Lucas bränsleinsprutning    |